# Wilhelm V Stały
Wilhelm V Stały, niem. Wilhelm V. der Beständige (ur. 14 lutego 1602 r. w Kassel, zm. 21 września 1637 r. w Leer) – landgraf Hesji-Kassel od 1627 r.

## Życiorys
Wilhelm był synem landgrafa Hesji-Kassel Maurycego Uczonego i Agnieszki, córki hrabiego Solms-Laubach Jana Jerzego. Był wychowywany w duchu kalwińskim. Otrzymał bardzo staranne i szerokie wykształcenie – m.in. w zakresie języków i sztuk pięknych, studiował na kilku uniwersytetach europejskich. W 1617 r. zmarł jego najstarszy brat Otto i Wilhelm został następcą tronu Hesji-Kassel. Rozpoczął wdrażanie się do rządów, a w 1619 r. ożenił się z Amalią Elżbietą z Hanau, wnuczką Wilhelma I Orańskiego. W związku z wybuchem wojny trzydziestoletniej Wilhelm rozpoczął organizację armii oraz negocjował w imieniu ojca ze stanami heskimi.
Ojciec Wilhelma był członkiem unii książąt protestanckich, jednak stany w jego państwie, widząc brak szans na realną pomoc z zewnątrz i rosnącą potęgę cesarskich wojsk Johanna von Tilly'ego opowiadały się za przymierzem z cesarzem. Na domiar złego w 1623 r. zapadł ostateczny wyrok w sprawie sporu o dziedzictwo po zmarłym stryju, landgrafie Hesji-Marburg Ludwiku IV, toczonego przez Maurycego z kuzynem, landgrafem Hesji-Darmstadt Ludwikiem V Wiernym – zgodnie z nim całe dziedzictwo zostało przyznane konkurentowi. Jesienią tego samego roku Maurycy opuścił księstwo aby szukać pomocy na północy, a jako namiestnika pozostawił Wilhelma. Pod nieobecność Maurycego stany podjęły rokowania z Tillym, aby przekonać go do opuszczenia Hesji lub przynajmniej zmniejszenia kosztów stacjonowania wojsk, co Maurycy uznał za zdradę.
Maurycego poparł król duński Chrystian IV, ale po klęsce tego ostatniego na początku 1626 r. w bitwie pod Lutter am Barenberge pozycja Maurycego ponownie osłabła. Mimo to sprzeciwiał się Wilhelmowi nakłaniającemu ojca do przyłączenia się do cesarza i pogodzenia z kuzynem Darmstadtu. Wilhelm musiał też bronić się przed zabiegami swojej macochy Juliany, mającej wielki wpływ na ojca, a pragnącej podziału Hesji po śmierci Maurycego i przyznania części kraju jej synom. Po negocjacjach rodzinnych landgraf Maurycy został zmuszony do abdykacji na rzecz Wilhelma 17 marca 1627 r., a Juliana i jej synowie otrzymali czwartą część księstwa (tzw. Quart). Na domiar złego księstwo faktycznie pozostawało w rękach Tilly'ego, a dużą częścią faktycznie dysponowali kuzyni z Darmstadtu.
Wilhelm próbował naprawić sytuację księstwa, znajdującego się w dramatycznej sytuacji finansowej. Zawarł układ z landgrafem Hesji-Darmstadt Jerzym II, a następnie udał się na dwór cesarski – jednak uzyskał tylko uznanie swojego następstwa w Hesji. W 1629 r. cesarz wydał edykt restytucyjny, który stanowił kolejny cios dla Wilhelma (instytucje kościelne otrzymały zwrot swych dóbr) i stanowił kolejną pożywkę dla wzrostu jego niechęci do katolicyzmu.
W 1631 r. Wilhelm sprzymierzył się z królem szwedzkim Gustawem II Adolfem, który rok wcześniej wylądował z armią w Niemczech i wraz z 10-tysięcznym wojskiem oddał się pod jego komendę – w zamian otrzymał obietnicę powrotu jego księstwa do granic z 1618 r. Wilhelm został mianowany szwedzkim generałem i jego korpus (powiększony do 15 tys. ludzi) został rozlokowany w Hesji i Westfalii. W 1632 r. Gustaw Adolf przyznał mu jako nagrodę za usługi Fuldę, Paderborn i opactwo Corvey, obiecał także oddać Münster. Wilhelm i jego wojska uczestniczyły w kampaniach szwedzkich, także po śmierci Gustawa Adolfa w bitwie pod Lützen. Odnosił sukcesy w Westfalii i Dolnej Saksonii.
W przeciwieństwie do wielu innych książąt niemieckich Wilhelm nie porzucił stronnictwa szwedzkiego po klęsce w bitwie pod Nördlingen. Zyskał na czasie prowadząc rokowania z cesarzem. Po ich zerwaniu Wilhelm zawarł sojusz z Francją, uzyskując od niej subsydia, obietnicę zachowania zdobyczy z poprzedniego okresu wojny oraz przyznania ziem utraconych przez Hesję-Kassel po 1618 r. Jednak już w 1637 r. Wilhelm musiał uciekać z Kassel pod naciskiem wojsk cesarskich, które plądrowały i niszczyły jego księstwo. Został zepchnięty do Fryzji Wschodniej, gdzie zachorował i wkrótce zmarł.

## Rodzina
Żoną Wilhelma była Amalia Elżbieta (1602–1651), córka hrabiego Hanau Filipa Ludwika II. Z małżeństwa tego pochodziło liczne potomstwo, z którego tylko czworo dzieci przeżyło dzieciństwo:
- Agnieszka (1620–1626),
- Maurycy (1621–1621),
- Elżbieta (1623–1624),
- Wilhelm (1625–1626),
- Emilia (1626–1693), żona Henriego-Charles’a de La Trémouille’a,
- Szarlotta (1627–1686), żona palatyna reńskiego Karola Ludwika Wittelsbacha,
- Wilhelm VI (1629–1663), następca ojca jako landgraf Hesji-Kassel,
- Filip (1630–1638),
- Adolf (1631–1632),
- Karol (1633–1635),
- Elżbieta (1634–1688),
- Luiza (1636–1638).